# Ісінга
Ісінга (рос. Исинга) — село Єравнинського району, Бурятії Росії. Входить до складу Сільського поселення Ісінгінське.
Населення — 939 осіб (2015 рік).